# Rosselli-Gulienetti-Syndrom
Das Rosselli-Gulienetti-Syndrom ist eine sehr seltene angeborene Unterform der Ektodermalen Dysplasie mit den Hauptmerkmalen Lippen-Kiefer-Gaumenspalte, Ektrodaktylie (Spalthand und Spaltfuß) sowie geistige Behinderung. Der Begriff und die Abgrenzung als Unterform der Ektodermalen Dysplasie sind nicht mehr gebräuchlich.
Die Bezeichnung bezieht sich auf die Erstautoren der Erstbeschreibung aus dem Jahre 1961 durch die italienischen Ärzte D. Rosselli und R. Gulienetti.

## Verbreitung und Ursache
Verbreitung und Ursache sind bislang nicht bekannt.

## Klinische Erscheinungen
Klinische Kriterien sind:
- klinisch nicht vom EEC-Syndrom zu unterscheiden
- Zeichen der Ektodermalen Dysplasie: Anhidrose, Hypertrichose, Oligodentie, Schmezdefekte, Radiushypoplasie, Alopezie, Mamillenhypoplasie
- Lippen-Kiefer-Gaumen-Spalte
- Spalthand, Spaltfuss, Syndaktylie
- Lichtscheu
- Pterygien in der Kniekehle
- Fehlbildungen am Harn- und Geschlechtsapparat

## Differentialdiagnose
Abzugrenzen ist das EEC-Syndrom sowie das Zlotogora-Ogur-Syndrom.